# حوزه انتخابیه هشتم مریلند
حوزه انتخابیه هشتم مریلند یک حوزه انتخابیه مجلس نمایندگان آمریکا است که در ایالت مریلند قرار دارد.